# Sankt Andrä
Sankt Andrä (slovenska: Sveti Andrej) är en stadskommun i förbundslandet Kärnten i Österrike. Kommunen har 9 841 invånare (2024).
Kommunen består av 64 orter (Ortschaften) (inom parentes invånarantal 1 januari 2024):

- Aich (81)
- Blaiken (456)
- Burgstall-Pölling (25)
- Burgstall-St. Andrä (412)
- Dachberg (66)
- Eisdorf (54)
- Eitweg (671)
- Farrach (66)
- Fischering (44)
- Framrach (103)
- Gemmersdorf (679)
- Goding (136)
- Gönitz (11)
- Hainsdorf (46)
- Höfern (9)
- Jakling (676)
- Kienberg (83)
- Kleinedling (74)
- Kleinrojach (162)
- Kollegg (81)
- Lamm (193)
- Langegg (160)
- Langgen (15)
- Lindhof (152)
- Magersdorf (412)
- Maria Rojach (340)
- Messensach (136)
- Mettersdorf (97)
- Mitterpichling (32)
- Mosern (169)
- Mühldorf (88)
- Oberagsdorf (51)
- Oberaigen (27)
- Obereberndorf (19)
- Oberpichling (162)
- Paierdorf (177)
- Pichling (60)
- Pirk (56)
- Pustritz (12)
- Pölling (203)
- Ragglach (38)
- Ragglbach (41)
- Reisberg (11)
- St. Andrä (1 334)
- St. Jakob (57)
- St. Ulrich (225)
- Schaßbach (20)
- Schobersberg (14)
- Schönweg-Pustritz (45)
- Schönweg-St. Andrä (201)
- Siebending (101)
- Streitberg (11)
- Tschrietes (1)
- Unteragsdorf (63)
- Unteraigen (14)
- Untereberndorf (57)
- Unterrain (132)
- Völking (23)
- Wimpassing (109)
- Winkling-Nord (129)
- Winkling-Süd (29)
- Wölzing-Fischering (491)
- Wölzing-St. Andrä (133)
- Zellbach (66)